# Білий полон
«Білий полон» — пригодницький фільм 2006 року про виживання в Антарктиці, випущений кінокомпанією Walt Disney Pictures. Головні ролі у стрічці виконали Пол Вокер, Брюс Грінвуд, Джейсон Біггс і Мун Бладгуд. За сюжетом, головний герой організовує експедицію для порятунку зграї їздових собак, яких арктичні дослідники, рятуючись від негоди, лишили наодинці.

## Сюжет
Дія фільму відбувається на просторах Антарктики. Співробітник антарктичної станції Джеррі Шепперд і професор університету Девіс Макларен відправились на собачих упряжках на пошуки метеориту. На зворотному шляху професор зламав ногу, а Джеррі потребував допомоги через відмороження. Через сильний буревій склад станції довелося евакуювати, а собаки північної їздової породи (6 сибірських хаскі та 2 аляскінських маламута) лишились.
Спершу припускалось повернення через декілька днів, але продовження буревію і наступний початок зими, не дозволили це зробити. Собакам довелось виживати арктичною зимою власними силами протягом 6 місяців. Зрештою, в живих лишилось тільки шість з восьми собак. Джек не хотів зірватися з ланцюга і замерз або ж помер з голоду, Дьюї зірвався з урвища. Третя — вожак зграї Майя — була поранена морським леопардом, проте це відбулось незадовго до повернення Джеррі, тому собаку врятували.

## Цікаві факти
На створення фільму авторів надихнув японський фільм 1983 року «Антарктика», який у свою чергу заснований на реальних подіях 1958 року, коли евакуювали японську експедицію. Але тоді з п'ятнадцяти собак врятували лише двох. Собак (сахалінських лайок) залишили з тижневим запасом їжі у лютому 1958 року. 14 січня 1959 року один з учасників експедиції повернувся, щоб поховати їхні тіла. 13 собак знайшли мертвими: Goro, Besu, Moku, Aka, Kuro — так і не змогли зірватись з ланцюга; тіла Bochi, Kuma, Riki, Anko, Shiro, Jakku, Deri, Kuma — загублені в морі; двоє — знайдені живими: Taro і Jiro-Jiro. Проте не зрозуміло, як собаки змогли вижити, оскільки, на думку експертів, середній хаскі може прожити в таких умовах не більше місяця; більш того, їжа виявилася практично недоторкана. Jiro-Jiro помер у 5-ій експедиції в липні 1960 року. Taro повернувся в Університет Хоккайдо і помер там, в віці 15 років в 1970 році. Університет Хоккайдо зберігає тіло Taro, а Національний Музей Науки в Уено (Токіо) — тіло Jiro-Jiro як національних героїв.
Фільм знімався на північному заході провінції Британська Колумбія (Канада), біля містечка Смітерс. При потраплянні головних героїв вдруге в Антарктиду видно короткі тіні на снігу. Під кінець зими в Антарктиді через низьке положення сонця над горизонтом, тіні повинні бути набагато довшими.
Категорію PG (дітям до 13 років рекомендується перегляд з батьками) фільм отримав через сцену нападу морського леопарда і зображення мертвої туші косатки.
Відповідно до договору про Антарктиду, ввіз собак на сушу або шельфові льодовики заборонено. Всі собаки, які знаходяться в Антарктиді повинні бути вивезені до 1 квітня 1994 року. Дія фільму відбувається в 1993 році.
В телеінтерв'ю Пол Вокер розповів, що на зйомках фільму з усіх псів йому найбільше сподобався Коротун.

## Відгуки
Фільм викликає масу емоцій. Багато людей плачуть, коли дивляться цей фільм. Його мораль — тварини часто проявляють в своїх вчинках більше людяності, ніж власне люди. Фільм отримав в основному позитивні відгуки кінокритиків і користується заслуженою любов'ю у глядачів.

## У ролях
- Пол Вокер — Джеррі Шепперд
- Брюс Ґрінвуд — Девіс МакКларен
- Мун Бладґуд — Кеті
- Джейсон Біґґс — Чарлі Купер

Собаки (основний актор і дублер для зйомок в упряжці):
- Джек — Apache, Buck
- Майя — Koda Bear, Jasmine
- Коротун — Jasper, Lightning
- Макс — DJ, Timba
- Дьюї — Floyd, Ryan
- Трумен — Sitka, Chase
- Сірий — Noble, Triyka
- Бак — Dino, Flapjack

## Виноски
1. ↑  Оригінальна назва — «Вісім нижче нуля» (англ. Eight Below); первісна робоча назва — «Антарктида: Подорож додому» (англ. Antarctica: The Journey Home), або просто «Антарктида» (англ. Antarctica)